# Barajul Nurek
Barajul Nurek (tadjică: Нерӯгоҳи обии Норак, Nerūgohi obii Norak) este un  baraj pe râul Vakhsh în Tadjikistan. Cu 304 m înălțime este în prezent cel mai înalt baraj din lume. Barajul Rogun, în construcție de-a lungul Vakhsh, de asemenea, în Tadjikistan, poate să devină cel mai înalt baraj atunci când va fi terminat, în funcție de înălțimea sa finală.

## Construcția
Barajul Nurek a fost construit de către Uniunea Sovietică între anii 1961 și 1980. Are un nucleu central de ciment care formează o barieră impermeabilă. Barajul mai are în componență roci mari și pământ de construcție. Barajul include nouă unități generatoare hidroelectrice, prima comandată în 1972 și ultima în 1979.
Barajul este situat într-un defileu adânc de-a lungul râului Vakhsh în vestul Tadjikistanului, la aproximativ 75 km est de capitala Dușanbe.

## Producția de electricitate
Un total de nouă turbine hidroelectrice, de tip Francis, sunt instalate în Barajul Nurek. Inițial au avut o capacitate de generare de 300 MW fiecare (2700 MW în total), însă acestea au fost reproiectate și modernizate, astfel încât ele au acum o capacitate de 3015 MW în total.

## Lacul de acumulare

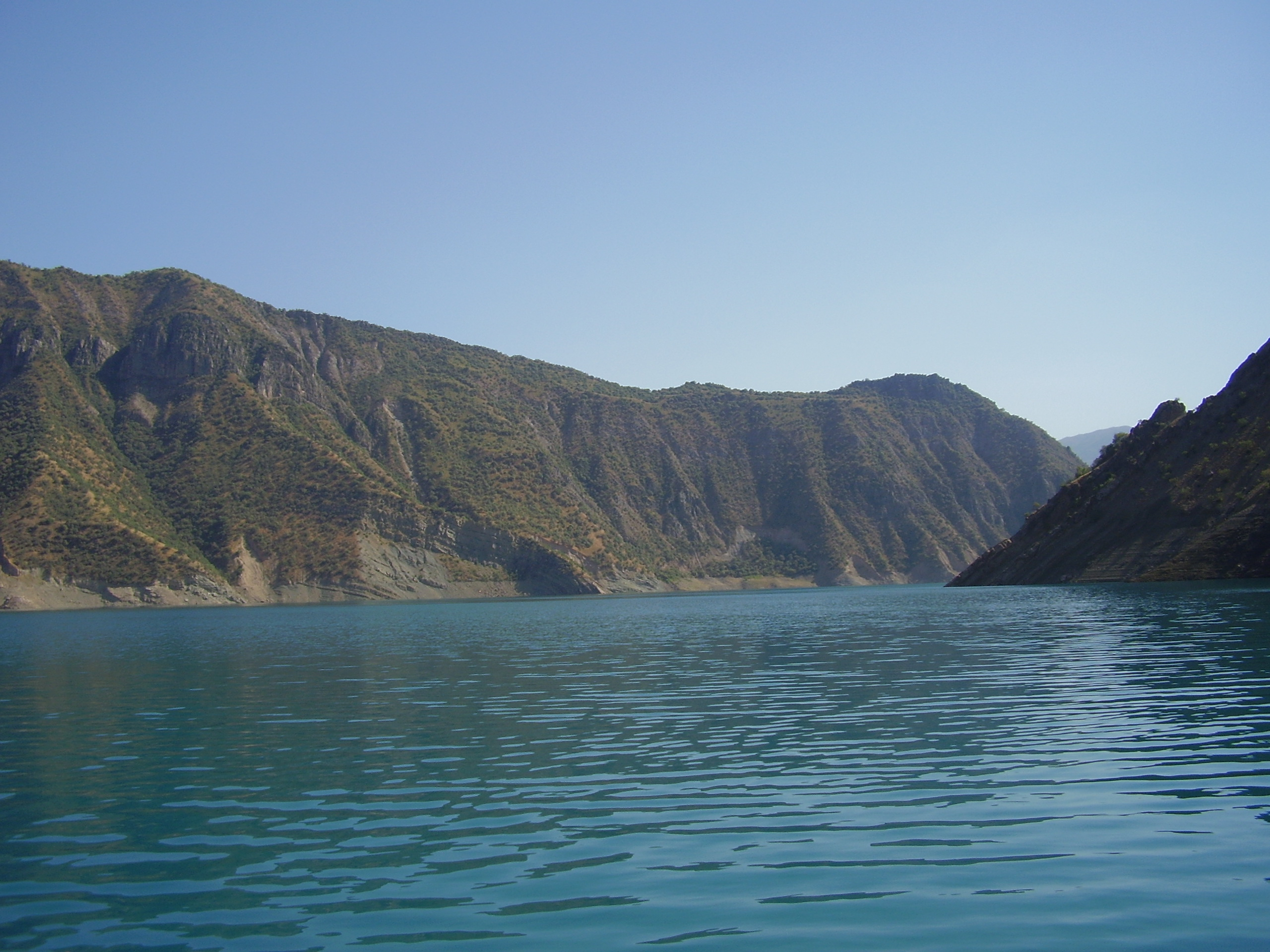
Nurek reservoir

Lacul format de barajul Nurek, cunoscut simplu ca Nurek, este cel mai mare lac de acumulare din Tadjikistan, cu o capacitate de 10.5 km³. Lacul are peste 70 km în lungime, și are o suprafață de 98 km². Apa din lac este folosită de hidrocentrala situată în baraj. Apa stocată este, de asemenea, utilizată pentru irigarea terenurilor agricole locale.